# Gitanopsis pusilla
Gitanopsis pusilla är en kräftdjursart som beskrevs av K. H. Barnard 1916. Gitanopsis pusilla ingår i släktet Gitanopsis och familjen Amphilochidae. Inga underarter finns listade i Catalogue of Life.